# Частна афера
„Частна афера“ (на английски: A Private's Affair) е американска музикална комедия от 1959 година, заснета от Туентиът Сенчъри Фокс.

## Сюжет
Двама младежи от Ню Йорк, Луиджи (Сал Минео), хипар мечтаещ да бъде битник и Джери (Бари Коу), който е израснал в Лонг Айлънд, преминават курс на основно обучение в армията в Ню Джърси. Там е и Майк (Гари Кросби), собственик на ранчо в Орегон.
На една танцова забава, Луиджи се влюбва в Мери (Кристин Карере), която е съседка на Джери. От своя страна, Джери проявява романтични чувства към приятелката на Луиджи, Луиз (Тери Мур). Майк си партнира в танците с Кейти (Барбара Идън), сержант от женския армейски корпус. Луиджи, Джери и Майк проявяват завидни певчески способности и в крайна сметка са поканени да пеят в телевизионно шоу. Джери обаче се разболява и е приет в болница.
Междувременно, помощник-секретарят на армията Елизабет Чапман (Джеси Ройс Ландис) желае да предпази от екстрадиране едно шест годишно холандско момиче, чиято майка е починала. За целта, тя решава да се омъжи за тежко ранения баща на детето и така да придобие родителски права. Поради грешка и понеже не знае как изглежда бащата на момичето, Елизабет се омъжва за изпадналия в безсъзнание Джери.
Когато Джери оздравява и разбира какво се е случило, настъпва пълен хаос. Той е арестуван и предаден на психиатър, поради факта, че твърди, че случайно се е оженил за една от най-добрите служителки в американската армия.

## В ролите
| Актьор            | Роля                  |
| ----------------- | --------------------- |
| Сал Минео         | Луиджи Дж. Мареси     |
| Кристин Карере    | Мери                  |
| Бари Коу          | Джери Морган          |
| Барбара Идън      | сержант Кейти Мълиган |
| Гари Кросби       | Майк Конрой           |
| Джим Бакъс        | Джим Гордън           |
| Боб Денвър        | Макинтош              |
| Тери Мур          | Луиз                  |
| Джеси Ройс Ландис | Елизабет Чапман       |

## Номинации
- Номинация за Златен глобус за най-добър музикален филм от 1960 година.
- Номинация за наградата на „Сценаристката гилдия на Америка“ за най-добър сценарий на американски музикален филм на Уинстън Милър от 1960 година.[3]